# Гонсалес Иньярриту, Алехандро
Алеха́ндро Гонса́лес Инья́рриту (исп. Alejandro González Iñárritu, род. 15 августа 1963, Мехико, Мексика) — мексиканский кинорежиссёр, продюсер, сценарист и композитор, обладатель множества наград.
Является первым режиссёром мексиканского происхождения, который номинировался на «Оскар» и Премию Гильдии режиссёров Америки за лучшую режиссуру в 2007 году, за фильм «Вавилон».
Иньярриту также первый мексиканский режиссёр, который получил «Оскар» за лучший фильм («Бёрдмэн», 2015), и третий по счёту режиссёр (после Джона Форда и Джозефа Л. Манкевича), которому когда-либо удавалось получить два «Оскара» подряд за режиссуру (2015, 2016).
Иньярриту, Альфонсо Куарон и Гильермо дель Торо известны в киноиндустрии как «Три амиго». В ноябре 2018 года получил гражданство Испании.

## Ранние годы
Алехандро Гонсалес Иньярриту родился 15 августа 1963 года в Мехико младшим из 7 детей Лус Марии Иньярриту и Эктора Гонсалеса Гама. В возрасте 16 ушёл из школы, и до 18 лет Алехандро путешествовал по Европе и Африке на грузовом судне как моряк. В своих интервью Алехандро отмечает, что эти путешествия сильно повлияли на его кинематографическую деятельность. Действия его фильмов часто разворачиваются в местах, в которых он был в юношестве. После путешествия Иньярриту вернулся в Мехико и поступил в Ибероамериканский Университет, один из престижнейших университетов Мексики.
В 1984 году он начал карьеру ведущего на самой популярной рок-радиостанции Мексики «WFM». В этот период он пишет короткие истории, которые транслирует по радио.
С 1987 по 1989 годы он сочинил музыку для 6 мексиканских художественных фильмов. Однажды Иньярриту заявил, что музыка оказывает на него как художника большее влияние, чем непосредственно фильм. И в шутку добавил, что любит снимать фильмы, но делает это лишь потому, что он очень плохой музыкант.
В это же время он знакомится с писателем Гильермо Арриага, с которым начинает сотрудничать как сценарист.
В 1987 году Иньярриту возглавил телевизионное шоу «Magia Digital». С 1988 по 1990 годы спродюсировал шесть полнометражных художественных фильмов.
В 1990 году был назначен художественным руководителем крупнейшей в Мексике телекомпании «Televisa», в 1991 году создал продюсерскую компанию Zeta Film.
Иньярриту продолжает изучать искусство режиссуры, снимает рекламные ролики, а в 1995 году выступил режиссёром своего дебютного телевизионного среднеметражного триллера «Detrás del dinero» c участием Мигеля Босе.

## Карьера

### 2000—2006: Трилогия о смерти
Полнометражный дебют Алехандро по сценарию Гильермо Арриаги «Сука любовь» (2000) приносит режиссёру номинации на престижных кинофестивалях и международную славу. Фильм показывает отношения между любовью и смертью через три пересекающихся между собой истории, происходящих на улицах Мехико. В каждой из трёх новелл присутствуют собаки. Премьера фильма состоялась на Каннском кинофестивале, где он получил награду от прессы — «The Critics’ Week Grand Prix». Это фильм — дебют для актёра Гаэля Гарсии Берналя, который затем снимется в таких фильмах Иньярриту как «Вавилон» и «Рудо и Курси» (продюсер). Фильм «Сука-любовь» был номинирован на «Оскар» как лучший фильм на иностранном языке от Мексики.
После успеха фильма «Сука-любовь» Иньярриту и Арриага решили вернуться к приёму пересекающихся историй при написании сценария для второго фильма трилогии — «21 грамм» (2003). Однако действие в этом фильме происходит уже в США, и помимо пересекающихся сюжетных линий в фильме нарушена хронология событий, отрывки настолько хаотично смонтированы, что до последнего трудно восстановить последовательность. К этому приёму авторы прибегли, чтобы показать смятение персонажей, которые также как и в первом фильме режиссёра находятся в странных отношениях между любовью и смертью. В «21 грамме» снялись такие актёры как Шон Пенн, Бенисио дель Торо и Наоми Уоттс. Фильм был отобран на Венецианский кинофестиваль и сражался за «Золотого льва», а Шон Пенн получил награду за лучшую мужскую роль — Кубок Вольпи. Бенисио дель Торо номинировался на «Оскар» за лучшую мужскую роль второго плана, а Наоми Уоттс как лучшая актриса.
В 2005 году Иньярриту начал работу над своим третьим фильмом «Вавилон», последним в трилогии о смерти — фильмах, связанных единой тематикой и общим приёмом нелинейного изложения сюжета трёх различных историй, связанных между собой. Сценарий снова был написал Гильермо Арриага, действие происходит в 4 странах — Марокко, Мексике, США и Японии, а персонажи говорят на 4 разных языках. В фильме снялись как мировые звёзды, Брэд Питт, Кейт Бланшетт, Гаэль Гарсиа Берналь, так и малоизвестные, Адриана Барраса и Ринко Кикути, так и непрофессиональные актёры на территории Марокко и Японии. Фильм участвовал в основном конкурсе Каннского кинофестиваля, Иньярриту получил награду за лучшую режиссуру и стал первым режиссёром мексиканского происхождения, удостоенного такой награды. Вавилон был номинирован на 7 наград Американской академии, включая награды за лучшую режиссуру и лучший фильм, а Иньярриту стал первым мексиканским режиссёром, который был номинирован на «Оскар» за режиссуру. Густаво Сантаолалья, композитор фильма, получил «Оскар» за лучший саундтрек. Также «Вавилон» получил «Золотой глобус» как лучший драматический фильм. После этого, третьего совместного фильма Иньярриту и Арриага прекратили сотрудничать над сценариями, чтобы сосредоточится на собственных работах и продолжать развиваться как кинематографисты.

### 2008—2010: «Бьютифул»

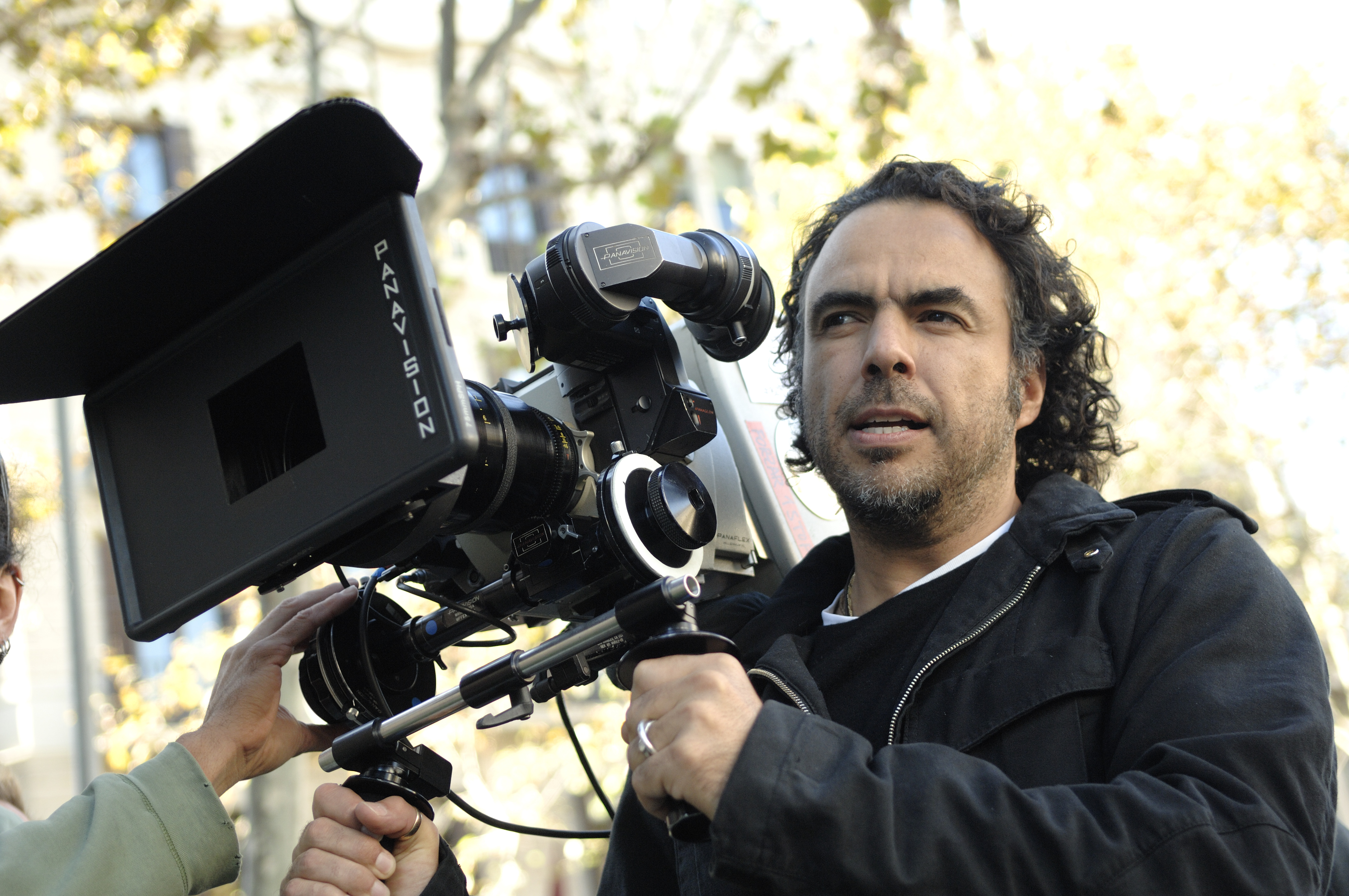
Иньярриту во время съёмок фильма «Бьютифул» в Барселоне, 2008

В 2010 году Иньярриту выпустил фильм «Бьютифул», к которому написал сценарий совместно с Армандо Бо и Николасом Джакобоне и с которыми потом напишет сценарии к фильму «Бёрдмэн». Также Иньярриту выступил как продюсер фильма, который является испано-мексиканским проектом. В фильме главную роль исполнил известный испанский актёр Хавьер Бардем. Это первый фильм, после дебютного «Сука любовь», снятый на родном для режиссёра испанском языке. Съёмки проходили с октября 2008 по февраль 2009 в Барселоне. Премьера фильма состоялась на Каннском кинофестивале 17 мая 2010. Бардем получил награду за лучшую мужскую роль, которую он разделил с итальянским актёром Элио Джермано («Наша жизнь»). Также фильм был номинирован на «Золотой глобус» (лучший фильм на иностранном языке), BAFTA (лучший не англоязычный фильм, лучшая мужская роль), и «Оскар» (лучший иностранный фильм, лучшая мужская роль).

### 2014—2015: «Бёрдмэн», «Выживший»
Весной 2013 Иньярриту вернулся к голливудскому кино и начал снимать свою первую комедию «Бёрдмэн», в которой снялись известные актёры такие как Майкл Китон, Эдвард Нортон, Эмма Стоун, Наоми Уоттс, Зак Галифианакис и Андреа Райсборо. Премьера фильма состоялась в августе 2014 года на Венецианском кинофестивале. «Бёрдмэн» повествует о забытом актёре, ставшем известным благодаря роли в кино каноничного супергероя «бёрдмэна» (человек-птица). Он пытается вернуть себе известность, поставив на свои деньги спектакль на Бродвее по рассказу Раймонда Карвера «О чём мы говорим, когда говорим о любви» . В фильме затрагивается проблема отношений между Голливудом и Бродвеем, а также актёров, которым редко удаётся после работ в Голливуде успешно выступать в театре и наоборот. Фильм получил «Золотой глобус» за лучший оригинальный сценарий, а также «Оскар» за лучшую картину, лучшую режиссуру и лучший оригинальный сценарий. Фильм собрал в прокате более 100 млн долларов, что делает его одним из самых значимых фильмов 2014 года.
Для своего следующего фильма «Выживший» Иньярриту вместе с Марком Смитом адаптировали роман американского писателя Майкла Панке с таким же названием. В фильме снялись Леонардо ди Каприо, Том Харди, Донал Глисон, Уилл Поултер. Фильм повествует об охотнике на меха, оставленном и ограбленном в лесу своими компаньонами после того, как на него напал медведь гризли. Через судьбу главного героя режиссёр поднимает тему мести и прощения по отношению к человеку, поступки которого легли в основу всех трудностей героя. В основном фильм получил хорошие отзывы у критиков и был представлен на «Оскар» в 12 номинациях, из которых выиграл в трёх: лучшая режиссура, лучшая операторская работа, лучший актёр. Также был номинирован на 4 «Золотых глобуса», из которых выиграл три, включая награду за лучшую драму и за лучшую режиссуру. Фильм собрал более 500 млн долларов в мировом прокате, став самым кассовым фильмом режиссёра и одним из лидеров в мировом прокате 2015 года.

### 2016: «Один процент»
В 2016 году был занят работой над сериалом «Один процент», сценарий к которому писал совместно с Александром Динеларисом, Армандо Бо и Николасом Джакобоне. Иньярриту должен был снять первые 2 серии, остальные 8 эпизодов должны были снимать другие режиссёры. Сериал был заказан кабельным американским каналом «Starz».

## Фильмография

#### Полнометражные
- 2000 — «Сука-любовь» / Amores perros
- 2003 — «21 грамм» / 21 Gramos
- 2006 — «Вавилон» / Babel
- 2010 — «Бьютифул» / Biutiful
- 2014 — «Бёрдмэн» / Birdman
- 2015 — «Выживший» / The Revenant
- 2022 — «Бардо» / Bardo (o falsa crónica de unas cuantas verdades)
- 2026 — «Безымянный фильм Алехандро Гонсалеса Иньярриту»

#### Короткометражные
- 1996 — «Девиз» / El Timbre
- 2001 — «Пороховая бочка» / Powder Keg (серия «BMW напрокат»)
- 2002 — «Мексика»/ Mexico (11 сентября)
- 2007 — «Анна» / Anna (У каждого своё кино)

#### Сериалы
- TBA — «Один процент» / The One Percent (отменён)

## Награды и номинации

### Оскар
| Год  | Номинация                         | Фильм            | Результат |
| ---- | --------------------------------- | ---------------- | --------- |
| 2017 | Премия за особые достижения       | «Flesh and Sand» | Победа    |
| 2015 | Лучший фильм                      | «Выживший»       | Номинация |
| 2015 | Лучший режиссёр                   | «Выживший»       | Победа    |
| 2014 | Лучший фильм                      | «Бёрдмэн»        | Победа    |
| 2014 | Лучший режиссёр                   | «Бёрдмэн»        | Победа    |
| 2014 | Лучший оригинальный сценарий      | «Бёрдмэн»        | Победа    |
| 2010 | Лучший фильм на иностранном языке | «Бьютифул»       | Номинация |
| 2006 | Лучший фильм                      | «Вавилон»        | Номинация |
| 2006 | Лучший режиссёр                   | «Вавилон»        | Номинация |
| 2000 | Лучший фильм на иностранном языке | «Сука-любовь»    | Номинация |

### Золотой глобус
| Год  | Номинация                         | Фильм      | Результат |
| ---- | --------------------------------- | ---------- | --------- |
| 2015 | Лучший фильм — драма              | «Выживший» | Победа    |
| 2015 | Лучший режиссёр                   | «Выживший» | Победа    |
| 2014 | Лучший фильм — комедия или мюзикл | «Бёрдмэн»  | Номинация |
| 2014 | Лучший режиссёр                   | «Бёрдмэн»  | Номинация |
| 2014 | Лучший сценарий                   | «Бёрдмэн»  | Победа    |
| 2010 | Лучший фильм на иностранном языке | «Бьютифул» | Номинация |
| 2006 | Лучший фильм — драма              | «Вавилон»  | Победа    |
| 2006 | Лучший режиссёр                   | «Вавилон»  | Номинация |

### BAFTA
| Год  | Номинация                   | Фильм         | Результат |
| ---- | --------------------------- | ------------- | --------- |
| 2015 | Лучший фильм                | «Выживший»    | Победа    |
| 2015 | Лучший режиссёр             | «Выживший»    | Победа    |
| 2014 | Лучший фильм                | «Бёрдмэн»     | Номинация |
| 2014 | Лучший режиссёр             | «Бёрдмэн»     | Номинация |
| 2014 | Лучший сценарий             | «Бёрдмэн»     | Номинация |
| 2010 | Лучший неанглоязычный фильм | «Бьютифул»    | Номинация |
| 2006 | Лучший фильм                | «Вавилон»     | Номинация |
| 2006 | Лучший режиссёр             | «Вавилон»     | Номинация |
| 2000 | Лучший неанглоязычный фильм | «Сука-любовь» | Победа    |

### Каннский кинофестиваль
| Год  | Номинация               | Фильм     | Результат |
| ---- | ----------------------- | --------- | --------- |
| 2006 | Золотая пальмовая ветвь | «Вавилон» | Номинация |
| 2006 | Лучшая режиссура        | «Вавилон» | Победа    |

### Венецианский кинофестиваль
| Год  | Номинация   | Фильм      | Результат |
| ---- | ----------- | ---------- | --------- |
| 2003 | Золотой лев | «21 грамм» | Номинация |